# Lothar Christian
Lothar Christian (* 9. Dezember 1919 in Döbeln; † 9. Januar 2006 in Bonn) war ein deutscher Offizier und zuletzt Brigadegeneral des Heeres der Bundeswehr.

## Leben
Christian trat nach dem Abitur in Berlin und Reichsarbeitsdienst am 1. Oktober 1938 als Fahnenjunker beim Kavallerie-Schützenregiment 9 in Cottbus in die Wehrmacht ein. Am Zweiten Weltkrieg nahm er in Polen, auf dem Balkan, in Frankreich und in der Sowjetunion als Zugführer Abteilungsadjutant und Kompaniechef teil. Nach einer Verwundung wurde er beim Generalinspekteur der Panzertruppen verwendet, durchlief die Generalstabsausbildung, wurde Kommandeur eines Panzergrenadierbataillons der Division Großdeutschland und besuchte die Kriegsakademie. 
Zum Kriegsende geriet er in US-amerikanische Kriegsgefangenschaft. Danach war er Student der Rechtswissenschaft in München und Abteilungsleiter eines Industrieberatungsunternehmens. Ab März 1952 war er Angehöriger der Organisation Gehlen und ab dem 1. April 1956 des Bundesnachrichtendienstes. 
Am 11. Mai 1957 wurde Christian als Major in die Bundeswehr übernommen. 1958/59 nahm er am 2. Generalstabslehrgang Heer an der Führungsakademie der Bundeswehr in Hamburg teil, wo er zum Offizier im Generalstabsdienst ausgebildet wurde. Anschließend war er G 4 und G 3 der 6. Panzergrenadierdivision, G 3 im Allied Command Baltic Approaches in Karup, Dänemark, Chef des Stabes der 6. Panzergrenadierdivision, stellvertretender deutscher logistischer Bevollmächtigter im damaligen NATO-Hauptquartier in Fontainebleau, Frankreich, Generalstabsoffizier zur besonderen Verwendung im Stab des II. Korps in Ulm und stellvertretender Kommandeur der 10. Panzerdivision in Sigmaringen. 1974 war er am Royal College of Defence Studies in London, bevor er im April 1975 stellvertretender Befehlshaber und Chef des Stabes beim Territorialkommando Nord wurde. Mit Ablauf des März 1980 wurde er in den Ruhestand versetzt.
Christian war verheiratet.

## Auszeichnungen
- 07.07.1940: Eisernes Kreuz I. Klasse
- 28.02.1943: Nahkampfspange in Bronze
- 10.01.1943: Verwundetenabzeichen in Schwarz
- 21.12.1970: Verdienstkreuz I. Klasse des Verdienstordens der Bundesrepublik Deutschland